# Diane Bertrand
Pour les articles homonymes, voir Bertrand.
Diane Bertrand est une réalisatrice française née le 20 novembre 1951. Elle est l'ex-épouse de Jean-Pierre Jeunet.

## Filmographie partielle

### Réalisatrice
- 1991 : Charcuterie fine -  Court-métrage de 13 min 30 en forme de clin d’œil au film de Jeunet et Caro Delicatessen
- 1991 : 25 décembre 58, 10h36 - Court-métrage
- 1996 : Un samedi sur la Terre
- 1999 : L'Occasionnelle - Film TV
- 2000 : Scénarios sur la drogue - Segment Tube du jour[3]
- 2004 : L'Annulaire
- 2008 : Baby Blues

### Actrice
- 1989 : Foutaises - Court-métrage
- 2000 : Virilité

### Scénariste
- 1991 : 25 décembre 58, 10h36 - Court-métrage
- 1996 : Un samedi sur la Terre
- 1999 : L'Occasionnelle - Film TV
- 2004 : L'Annulaire

## Distinctions
- Diane Bertrand a remporté le premier César du meilleur court métrage en 1992 pour 25 décembre 58, 10h36.